# Serviço de Inteligência e Segurança Militar (Itália)
O Serviço de Inteligência e Segurança Militar (em italiano:  Servizio informazioni e sicurezza militare, SISMI) foi um serviço secreto italiano, de natureza militar com responsabilidade pela segurança internacional. Sua principal sede conhecida era o Forte Braschi, em Roma; seus lemas eram "Omnia silendo ut audeam nosco" e "Arcana Intellego" ("Eu sei tudo em silêncio e sei ousar", e "Compreendo o segredo").
Esteve em operação de 1977 até a reforma da inteligência italiana de 2007, quando foi extinto juntamente com o SISDE com a criação simultânea da Agência Externa de Informação e Segurança (AISE) e da AISI (interna).

## História

A entrada do Forte Braschi, sede do SISMI.

O serviço, criado em outubro de 1977 com a reforma dos serviços de inteligência, reuniu o legado funcional e organizacional do Serviço de Informações de Defesa, juntamente com o recém-criado SISDE, o primeiro serviço civil. Foi ativo a partir de janeiro de 1978. O primeiro diretor foi o General Giuseppe Santovito, que em 1981 foi registrado, juntamente com os outros chefes dos serviços secretos italianos, na Loja Maçônica P2. Em 1985, sob a direção do Almirante Fulvio Martini, atuou no caso do sequestro do Achille Lauro.
Em 30 de dezembro de 1985, nasceram os Grupos Operacionais Especiais (Gruppi operativi speciali, GOS) à disposição do então Ministro da Defesa Spadolini, dos quais foram chamados para participar uma parte do Col Moschin do Exército e um do COMSUBIN da Marinha, que a partir de 1986 foram utilizados para operações do SISMI, como "operadores de serviços de informações especiais".
Em 1993 teve sua primeira baixa, o suboficial Vincenzo Li Causi na Somália. Depois de 11 de setembro de 2001, o general da Guardia di Finanza Nicolò Pollari chegou ao serviço de inteligência militar, contratando numerosos investigadores, da própria Fazenda e dos Carabinieri, reduzindo o pessoal proveniente do Exército e da Marinha. Em 2002, chamou um civil, o executivo da Polícia Estadual Nicola Calipari, como chefe da 2ª divisão. O SISMI trabalhou no Iraque para libertar as trabalhadoras humanitárias Simona Pari e Simona Torretta e os três agentes de segurança Umberto Cupertino, Maurizio Agliana e Salvatore Stefio. O próprio Calipari mediou a libertação da jornalista Giuliana Sgrena, ao final da qual foi morto por engano por soldados americanos.
Nesses anos, ao mesmo tempo, o serviço esteve no centro de várias investigações jornalísticas por algumas operações realizadas, com implicações judiciais, a partir do resultado do julgamento nem sempre concluído. Diretamente ligado à Guerra do Iraque de 2003 está o caso Nigergate, relativo ao alegado fornecimento pelo SISMI aos Estados Unidos de falsas provas relativas à compra de urânio nigeriano por Saddam Hussein, fornecendo assim mais razões para a invasão do Iraque e a eclosão da guerra. Posteriormente, algumas investigações deram origem ao escândalo Telecom-Sismi, a respeito de algumas interceptações telefônicas ilegais realizadas com a colaboração do pessoal da Telecom Italia.
O sequestro de Abu Omar, pelos próprios serviços militares, foi realizado em Milão em 2003 junto com alguns homens dos serviços secreto dos Estados Unidos; para este último caso, em janeiro de 2007, em Milão, ocorreu o julgamento do ex-diretor Pollari e alguns de seus antigos colaboradores, incluindo seu vice Gustavo Pignero e os funcionários Marco Mancini, um agente nunca identificado, codinome Ombra, e Pio Pompa, assim como o jornalista Renato Farina, acusado de ter organizado uma falsa entrevista com os magistrados com o único objetivo de colher informações sobre a investigação. Alguns meses depois, o grupo foi indiciado por cumplicidade em sequestro: foi o primeiro caso de julgamento aberto sobre as chamadas entregas extraordinárias. Eles foram então absolvidos anos depois na Cassação.
O SISMI foi suprimido com a reforma da inteligência italiana de 2007 e seu último diretor, o Almirante Bruno Branciforte foi também o primeiro da AISE.

## Organização
Dependia diretamente do Ministério da Defesa, a quem cabia estabelecer seu regimento, fiscalizar suas atividades de acordo com as diretrizes do Primeiro-Ministro e nomear o diretor e seus colaboradores com parecer favorável do Comitê Interministerial de Informação e Segurança.
- 1ª Divisão de Defesa (ex-Departamento "D" do SID), segurança militar e contra-espionagem
- 2ª Divisão de Pesquisas (antigo Departamento "I" do SID), inteligência no exterior
- 3ª Divisão de Análise de Situação (ex-Departamento “S” do SID), tratamento e análise dos dados recolhidos pela 1ª e 2ª Divisão
- 4ª Divisão de Telecomunicações, com 40 postos de escuta e interceptação telefônica no Forte Braschi
- 5ª Divisão Técnico-Científica
- 6ª Divisão
- 7ª Divisão, Gladio (divisão dissolvida em 1991)
- 8ª Divisão de Segurança Industrial, contratos e fornecimentos de armas no exterior
- 9ª Divisão
- 10ª Divisão de Pessoal
- 11ª Divisão
- 12ª Divisão
- 13ª Divisão de TI
- 14ª Divisão
- 15ª Divisão
- 16ª Divisão
- Departamento de Saúde, equipado com laboratórios de análises, radiologia, cardiologia, ginecologia e psicologia
- Gestão aérea, equipada com Falcon estacionada no aeroporto de Ciampino

## Funções
De acordo com a lei instituidora, cabia-lhe cumprir “todas as tarefas de informação e segurança para a defesa militar da independência e integridade do Estado de qualquer perigo, ameaça ou agressão”.
As suas tarefas visavam defender a segurança nacional de qualquer ameaça, operando em Itália e no estrangeiro, cuidando da actividade de contra-espionagem.

### Nigergate

Logotipo do SISMI em uso até 2004.

Diretamente ligado à guerra contra o Iraque em 2003 está o caso conhecido como Nigergate, relativo ao alegado fornecimento pelo SISMI aos Estados Unidos de provas falsas da compra de urânio ao Níger por Saddam Hussein (caso que favoreceu a motivação para a invasão do Iraque).

### O escândalo Telecom-Sismi
Esta é a história das interceptações telefônicas ilegais realizadas com a colaboração de homens da estrutura da Telecom Italia. O funcionário Marco Mancini foi preso em 13 de dezembro de 2006, como parte da investigação sobre escutas ilegais da Telecom, juntamente com Giuliano Tavaroli, ex-chefe de segurança da Telecom (já na prisão), e Emanuele Cipriani, um investigador particular florentino. A acusação para todos é a de associação criminosa visando à corrupção e à revelação de segredos oficiais. Diz-se que Cipriani realizou mais de 30 dossiês e práticas ilegais com a contribuição de "dados secretos" adquiridos ilicitamente por Mancini, que teria recebido quantias indeterminadas de dinheiro de Cipriani e Tavaroli.

### O caso Abu Omar
O sequestro do imã Abu Omar (rendição extraordinária) foi realizado em Milão em 2003 por homens da CIA (que ainda estão foragidos).
A este respeito, o julgamento do ex-diretor do SISMI Nicolò Pollari e de alguns dos seus antigos colaboradores (incluindo o então general número dois Gustavo Pignero e os oficiais Marco Mancini e Pio Pompa) começou em Janeiro de 2007 em Milão. Além disso, estão sendo julgados numerosos agentes da CIA e também o jornalista Renato Farina, acusado de ter organizado uma falsa entrevista com magistrados com o único propósito de colher informações sobre a investigação. Em 16 de fevereiro, Nicolò Pollari, Marco Mancini e 26 agentes da CIA (incluindo Robert Seldon Lady, antigo chefe do centro da CIA em Milão, e Jeff Castelli, chefe do serviço secreto americano em Itália, bem como cerca de dez funcionários do SISMI) foram indiciados por conspiração para cometer sequestro em conexão com o sequestro de Abu Omar. Em 24 de fevereiro de 2014, o Tribunal de Cassação, dando execução à decisão do Tribunal Constitucional, anulou sem adiamento a condenação do Tribunal de Recurso de Milão proferida em 12 de fevereiro de 2013, absolvendo definitivamente Nicolò Pollari, Marco Mancini e os agentes Giuseppe Ciorra, Raphael de Tróia e Luciano de Gregori.

### O arquivo "secreto" da Via Nazionale
No âmbito das investigações ao caso Abu Omar, descobriu-se que alguns elementos do SISMI tinham espionado magistrados, planeado operações com o objectivo de desacreditar políticos de centro-esquerda (que estavam na oposição na altura) e procuradores públicos, e também teve e interceptou alguns jornalistas que cobriam estes acontecimentos. Em junho de 2007, Niccolò Pollari e Pio Pompa foram investigados pelo Ministério Público de Roma por posse abusiva de informações confidenciais, em relação às atividades de desinformação realizadas pelo próprio Pompa em colaboração com o jornalista Renato Farina do jornal Libero, e posteriormente absolvidos.

## Cronologia dos diretores
Os seguintes diretores se sucederam no topo do Sismi:
- Gal. EI Giuseppe Santovito (13 de janeiro de 1978 - 3 de agosto de 1981 )
- Gal. EI Nino Lugaresi (4 de agosto de 1981 – 4 de maio de 1984 )
- Alm. MM Fulvio Martini (5 de maio de 1984 - 26 de fevereiro de 1991 )
- Gal. EI Sergio Luccarini - ator (27 de fevereiro de 1991 - 19 de agosto de 1991 )
- Gal. GdF Luigi Ramponi (19 de agosto de 1991 - 9 de agosto de 1992 )
- Gal. EI Cesare Pucci (10 de agosto de 1992 – 12 de julho de 1994 )
- Gal. CC Sergio Siracusa (12 de julho de 1994 - 3 de novembro de 1996 )
- Alm. MM Gianfranco Battelli (4 de novembro de 1996 - 30 de setembro de 2001 )
- Gal. GdF Nicolò Pollari (1 de outubro de 2001 - 20 de novembro de 2006 )
- Alm. MM Bruno Branciforte (21 de novembro de 2006 – 28 de agosto de 2007 )